# Interdit aux chiens et aux Italiens
Interdit aux chiens et aux Italiens (internationaler englischsprachiger Titel No Dogs or Italians Allowed) ist ein Stop-Motion-Animationsfilm von Alain Ughetto, der im Juni 2022 beim Festival d’Animation Annecy seine Premiere feierte und im Januar 2023 in die französischen Kinos kam. In dem Film erzählt der Regisseur die Geschichte seines Großvaters Luigi Ughetto, der aus dem kleinen Bergdorf Ughettera bei Giaveno im Piemont stammt und am Bau des Simplontunnels, eines Staudamms und anderer bedeutender Gebäude in Frankreich und der Schweiz beteiligt war. Im Rahmen der Verleihung des Europäischen Filmpreises im Dezember 2022 wurde Interdit aux chiens et aux Italiens als bester Animationsfilm ausgezeichnet.

## Handlung
In einem kleinen Dorf im Piemont ernährt das Land zwar die Bauern, dennoch fehlt es den Menschen an Essen. Daher begeben sich die Hälfte der Einwohner jedes Jahr vor Wintereinbruch in verschiedene Gegenden in Frankreich und der Schweiz, um dort zu arbeiten, entweder als Saisonarbeiter oder auf Baustellen. Auch Luigi und seine Brüder tun dies, die sich daheim von Kastanienpolenta mit Milch ernährten.

## Produktion

### Filmstab, Idee und Stimmen

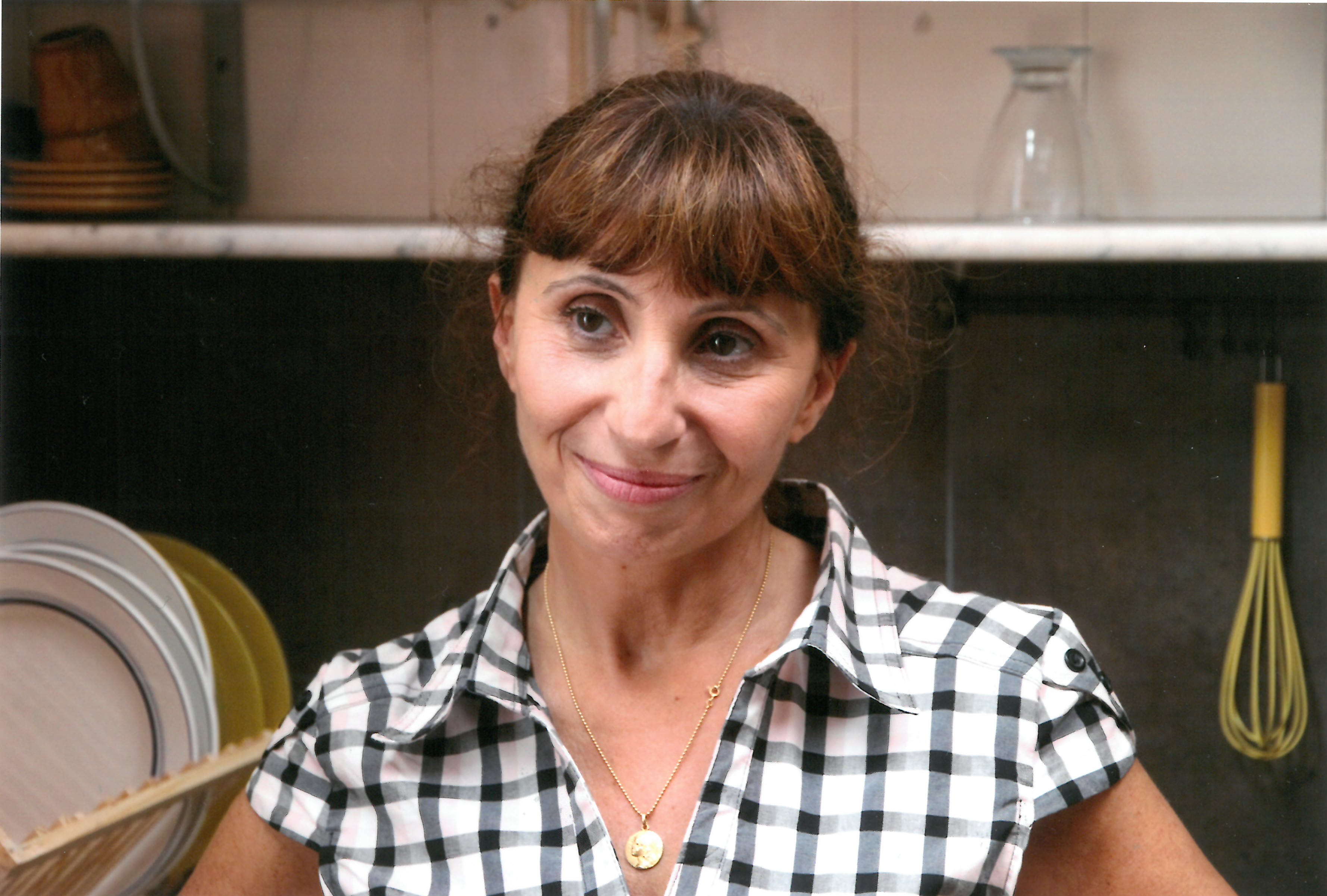
Ariane Ascaride, die Sprecherin von Cesira

Regie führte Alain Ughetto, der gemeinsam mit Alexis Galmot und Anne Paschetta auch das Drehbuch schrieb. Ughetto erlangte mit seinen Animationsfilmen Bekanntheit und erhielt hierfür zahlreiche Nominierungen und Auszeichnungen, darunter einen César für seinen Kurzfilm La Boule.
In Interdit aux chiens et aux Italiens erzählt er die Geschichte seines Großvaters Luigi Ughetto. Er stammte aus Ughettera im Piemont und war am Bau des schweizerisch-französischen Grenztunnels, eines Staudamms und anderer bedeutender Gebäude in Frankreich und der Schweiz beteiligt. Der Vater des Regisseurs wurde wie er selbst in Frankreich geboren und sprach kein Italienisch. Er rekonstruierte die Geschichte seines Großvaters anhand von Fotos und Archivdokumenten und lässt diese in seinem Film von seiner betagten Großmutter Cesira ihrem erwachsenen Enkel in der Küche erzählen. Neben dem Regisseur selbst ist die Schauspielerin Ariane Ascaride zu hören.

### Aufnahmen und Puppendesign
Ughetto arbeitete mit der Animatorin Marjolaine Parot und den Kameraleuten Fabien Drouet und Sara Sponga zusammen. Die Aufnahmen entstanden größtenteils in Rennes. Der Regisseur entschied sich, seine vom Ende des 19. Jahrhunderts bis in die 1960er Jahre spielende Geschichte in Stop-Motion mit kleinen Puppen zu erzählen, für die er selbst verschiedene Prototypen entwickelte, die sich durch unterschiedliche Augengrößen und ein paar andere Details unterscheiden. Alle Italiener tragen Schnurrbärte, die Franzosen tragen alle Baskenmützen. Die Puppen wurden, wie auch die Kulissen und Kostüme, in den Studios der Produktionsfirma Vivement MOnday in Rennes hergestellt.

### Kostüme und Szenenbild
Der Regisseur kleidete die insgesamt 60 Puppen gemeinsam mit der Kostümbildnerin Anna Deschamps ein, die bereits für Der fantastische Mr. Fox von Wes Anderson tätig war. Hierfür wurden 80 Kostüme angefertigt.
Die Felsen auf dem Berg waren aus Kohle, die Bäume wurden aus Brokkoli gemacht, die Häuser sind Kürbisse, und die Steine der Maurer sind Zuckerklumpen.

### Filmmusik und Veröffentlichung
Die Musik für den Film komponierte der Italiener Nicola Piovani. Das Soundtrack-Album wurde im Oktober 2023 von Ala Bianca Records als Download veröffentlicht.
Die Premiere erfolgte Mitte Juni 2022 beim Festival d’Animation Annecy. Anfang August 2022 wurde er beim Locarno Film Festival in der Sektion Piazza Grande vorgestellt. Am 17. Oktober 2022 eröffnete der Film das DOK Leipzig. Ende November, Anfang Dezember 2022 wurde er beim Torino Film Festival gezeigt. Am 25. Januar 2023 kam der Film in die französischen Kinos.

## Auszeichnungen
César 2024

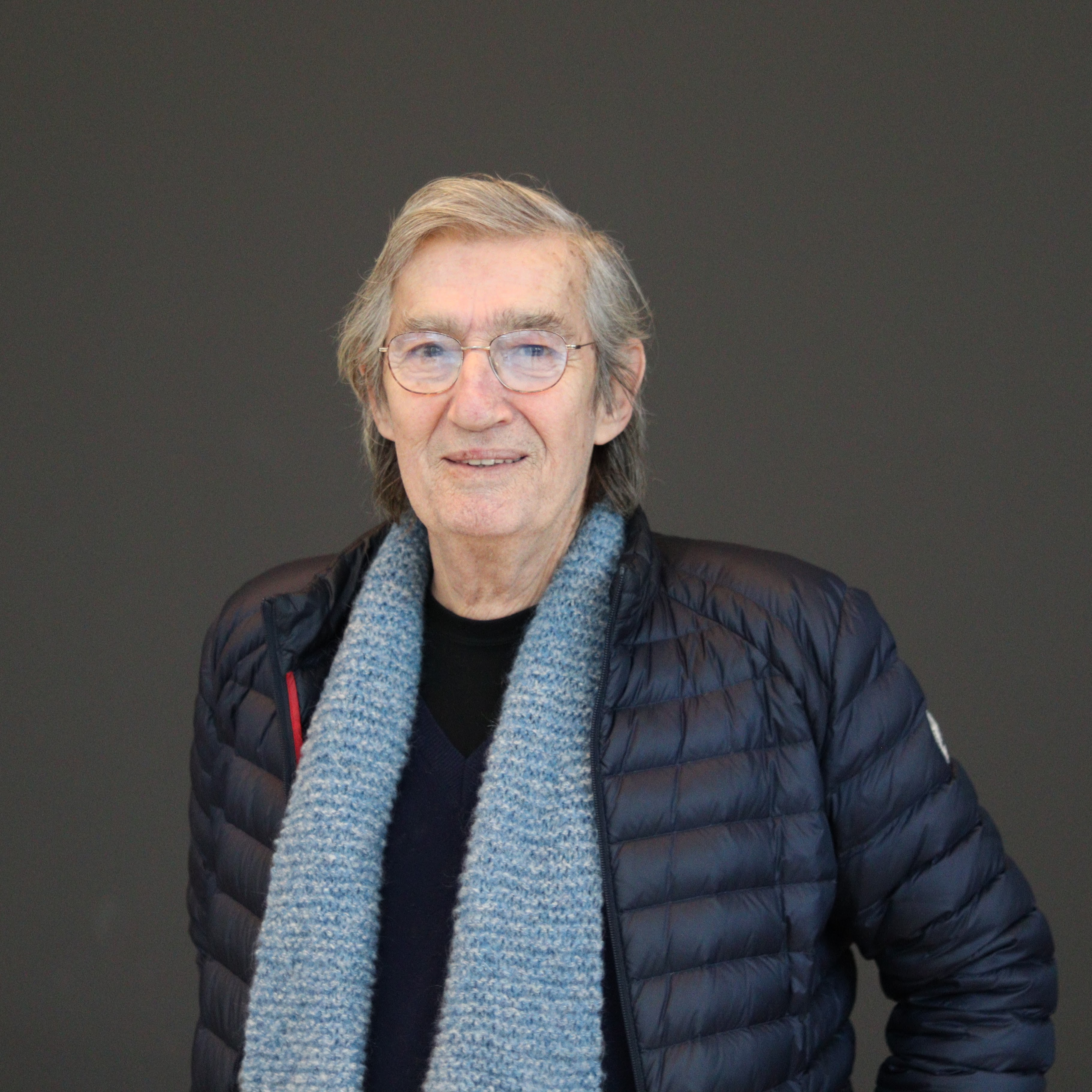
Alain Ughetto im Januar 2023 beim International Film Festival Rotterdam

- Nominierung als Bester Animationsfilm[10]

Europäischer Filmpreis 2022
- Auszeichnung als Bester Animationsfilm

Festival Cinéma Méditerranéen à Bruxelles 2022
- Auszeichnung mit dem Special Jury Prize (Alain Ughetto)
- Auszeichnung mit dem Cineuropa Prize (Alain Ughetto)
- Auszeichnung mit dem Publikumspreis (Alain Ughetto)[11]

Festival d’Animation Annecy 2022
- Auszeichnung mit dem Preis der Jury[1]

Mostra de València-Cinema del Mediterrani 2022
- Auszeichnung mit dem Publikumspreis (Alain Ughetto)[12]

Prix Lumières 2024
- Nominierung als Bester Animationsfilm[13]